# Владинова, Невяна
Невяна Станимирова Владинова (болг. Невяна Станимирова Владинова; род. 23 февраля 1994, Плевен) — болгарская гимнастка, призёр чемпионатов мира и Европы, участница Олимпийских игр 2016 года, победительница и призёр этапов Гран-при, многократная чемпионка Болгарии.

## Биография
Заниматься художественной гимнастикой Невяна Владинова начала в 2000 году в клубе Elegant в родном городе Плевен. С 2011 года болгарская гимнастка начала представлять страну на международных соревнованиях. В 2014 году Владинова дебютировала на взрослом чемпионате мира, однако ни в одной из дисциплин ей не удалось пробиться в финал. В 2015 году Владинова выступила на первых Европейских играх. Болгарская гимнастка была близка к попаданию в число призёров в упражнении с булавами, но заняла только 5-е место.
На мировом первенстве 2015 года Владинова смогла попасть в десятку сильнейших по итогам индивидуального многоборья. Этот результат принёс болгарской сборной лицензию на участие в индивидуальном многоборье на летних Олимпийских играх 2016 года в Рио-де-Жанейро. На Олимпийских играх Владинова уверенно преодолела квалификационный раунд в многоборье, набрав 70,966 баллов, что позволило занять 6-е место. В финале наиболее успешно болгарская гимнастка выступила в упражнении с булавами, показав 4-й результат среди финалисток, однако невысокие результаты по итогам остальных упражнений позволили Владиновой занять лишь итоговое 7-е место. При этом в финале итоговый результат Невяны (70,733) оказался меньше, чем в квалификации.
Первые награды с крупнейших соревнований в коллекции Владиновой появились в 2017 году. В мае болгарская гимнастка стала двукратным бронзовым призёром чемпионата Европы, завоевав медали в упражнении с лентой и в командном зачёте, а в сентябре стала третьей в упражнении с мячом на чемпионате мира. По итогам 2017 года Владинова была номинирована на звание спортсмена года в Болгарии. По итогам голосования Невяна заняла третье место, уступив теннисисту Григору Димитрову и сноубордисту Радославу Янкову. В феврале 2018 года Владинова порвала связки на правой лодыжке. Восстановление от травмы заняло два месяца. Первыми соревнованиями после восстановления стал этап Кубка мира в Пезаро. На домашнем чемпионате мира в Софии Владинова заняла 15-е место в личном многоборье и стала серебряным призёром в командном зачёте. В 2019 году Невяна завоевала очередную медаль в командном зачёте, став бронзовым призёром чемпионата Европы в Баку.

## Награды
В июне 2016 года Владинова была удостоена звания «Гимнастка мирового класса».